# 国鉄3100形蒸気機関車

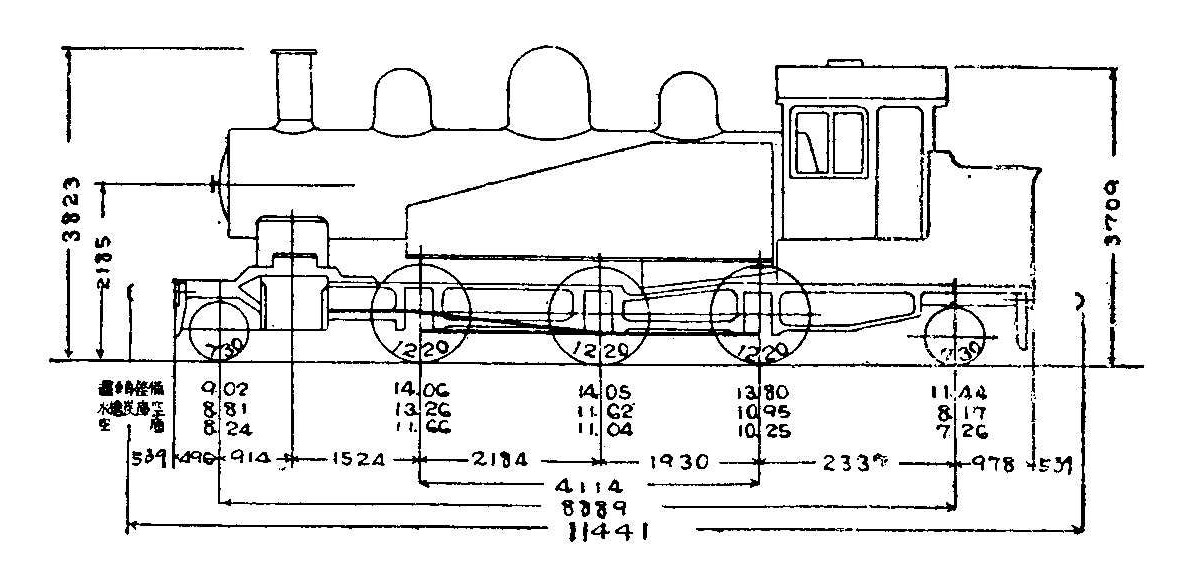
形式図（改装後）

3100形は、かつて日本国有鉄道およびその前身である鉄道院・鉄道省に在籍したタンク式蒸気機関車である。

## 概要
アメリカ合衆国のアメリカン・ロコモティブ社（アルコ）から輸入された、車軸配置2-6-2(1C1)の単式2気筒、飽和式のタンク機関車である。製造は、スケネクタディ工場。元は、九州鉄道（初代）が1906年（明治39年）に24両（製造番号41290 - 41313）を導入したもので、同社では228形 (228 - 251) とされた。九州鉄道は1907年（明治40年）に国有化され、1909年（明治42年）に制定された鉄道院の車両称号規程では、3100形 (3100 - 3123) に改称された。
本形式の特徴は、非常（あるいは過剰）に大きな水槽容量 (11.36m3) と自重（公称59.9t）にある。側水槽は背が高く、シリンダ直後から運転台までの間におよぶ巨大なものである。また、側水槽だけでは容量が足らず、運転台両側の床下にも水槽が設けられている。これにより、長距離走行と強大な粘着力が得られたであろうことは間違いないが、成立の経緯から施設が貧弱であった九州鉄道では、軸重が過大で軌道や橋梁等に与える悪影響が大きかった。
1914年（大正3年）の実測によれば、運転整備重量69.6t、動輪上重量51.9t、各軸の軸重は第1動輪から16.8t、18.3t、16.8tであり、第2動輪の軸重18.3tは国有鉄道に在籍した機関車中空前絶後の大きさであった。このような過大な重量を持つ機関車になったのは、メーカー側で何か計算の間違いがあったとしか考えられない。
国有化後は、当然軸重軽減対策が検討され、1918年（大正7年）に小倉工場で水槽の容量を7.3m3に縮小し、運転台後部の石炭庫も背を低くして4.5tから1.5tに改めた。これにより側水槽の長さは第1動輪中心上から運転台前までとされ、背も若干低くして前部上方を大きく斜めに切り取ったため、外観に大きな変化を生じた。動輪上重量は41.9tに、最大軸重も14.1tに軽減されている。しかし、運転台下部の水槽については、本工事後もそのままであった。

## 経歴
本形式は、当初筑豊地区で運炭列車の牽引にあてられた。その後、一部はその強大な牽引力を買われて、鹿児島線（当時。現在の肥薩線）の人吉 - 吉松間の急勾配区間に転用されていたが、1914年以降、4110形に置き換えられて、再び筑豊地区の直方に戻り、運炭列車の小運転や入換に使用された。
最初の廃車は、1933年（昭和8年）の3123で、これは産業セメント鉄道に払い下げ後、1943年（昭和18年）の戦時買収により国有鉄道籍に戻った。1934年（昭和9年）には2両 (3121, 3122) が廃車となったが、残りは1948年（昭和23年）および1949年（昭和24年）に廃車された。
失敗作といわれながらも長命を保ったのは、C11形に匹敵する牽引力の賜物であった。

## 主要諸元
改装前（1914年形式図）の諸元を示す。
- 全長：11,443mm
- 全高：3,823mm
- 全幅：2,753mm
- 軌間：1,067mm
- 車軸配置：2-6-2 (1C1)
- 動輪直径：1,219mm
- 弁装置：スチーブンソン式アメリカ型
- シリンダー（直径×行程）：432mm×559mm
- ボイラー圧力：12.7kg/cm2
- 火格子面積：1.64m2
- 全伝熱面積：110.6m2
  - 煙管蒸発伝熱面積：100.3m2
  - 火室蒸発伝熱面積：10.2m2
- ボイラー水容量：4.3m3
- 小煙管（直径×長サ×数）：50.8mm×3,788mm×166本
- 機関車運転整備重量：69.63t
- 機関車空車重量：49.98t
- 機関車動輪上重量（運転整備時）：51.88t
- 機関車動輪軸重（第2動輪上）：18.27t
- 水タンク容量：11.36m3
- 燃料積載量：3.81t
- 機関車性能
  - シリンダ引張力：9,240kg
- ブレーキ装置：手ブレーキ、蒸気ブレーキ

改装後（1931年形式図）の諸元を示す。
- 全長：11,413mm
- 全高：3,823mm
- 全幅：2,7543mm
- 軌間：1,067mm
- 車軸配置：2-6-2 (1C1)
- 動輪直径：1,220mm
- 弁装置：スチーブンソン式アメリカ型
- シリンダー（直径×行程）：432mm×559mm
- ボイラー圧力：12.0kg/cm2
- 火格子面積：1.64m2
- 全伝熱面積：110.1m2
  - 煙管蒸発伝熱面積：90.9m2
  - 火室蒸発伝熱面積：10.2m2
- ボイラー水容量：4.3m3
- 小煙管（直径×長サ×数）：51mm×3788mm×166本
- 機関車運転整備重量：64.13t
- 機関車空車重量：50.46t
- 機関車動輪上重量（運転整備時）：42.53t
- 機関車動輪軸重（第1動輪上）：14.45t
- 水タンク容量：7.3m3
- 燃料積載量：1.5t